# 畑井恵
畑井 恵（はたい めぐみ、1983年 - ）は、日本のキュレーター。

## 来歴
和歌山県に生まれる。高等学校を中退し、辻製菓専門学校を卒業する。さらに、辻調グループフランス校のシャトー・ド・レクレールも卒業した。Chocolaterie Béline（フランス、ル・マン）での研修を経て、フランス菓子店「シャルル・フレーデル」（大阪）でパティシエとして2年間勤務した。
大阪大学大学院文学研究科博士前期課程を修了後、同研究科博士後期課程を単位取得満期退学した。
丸亀市猪熊弦一郎現代美術館学芸員(2012年-2015年)、千葉市美術館学芸員(2015-2022)を経て2022年より水戸芸術館現代美術センター学芸員となる。

## 企画

### 千葉市美術館
- 「ふたつの柱—江戸絵画／現代美術をめぐる」（2016）
- 「小川信治—あなた以外の世界のすべて」（2016）
- 「CCMAコレクション　いま／むかし　うらがわ」（2017）
- 「小沢剛  不完全—パラレルな美術史」（千葉市美術館、2018）
- 「目［mé］ 非常にはっきりとわからない」（2019）

### 水戸芸術館現代美術センター
- 「山下麻衣＋小林直人　他者に対して、また他者と共に」（2019）
- 「飯川雄大　大事なことは何かを見つけたとき」（2026）